# Pyrausta sanguifusalis
Pyrausta sanguifusalis là một loài bướm đêm trong họ Crambidae.